# Ваза Медичи

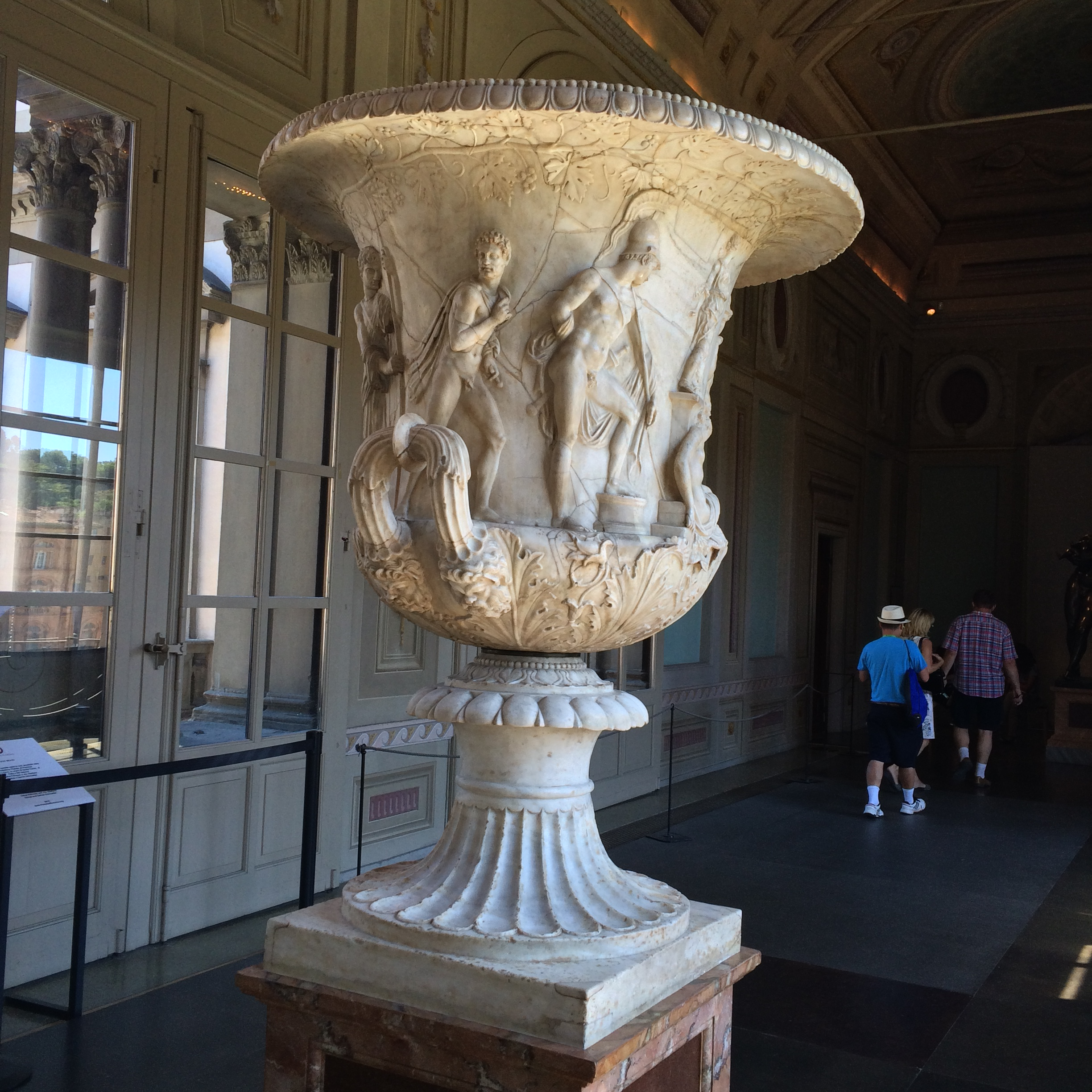
Ваза Медичи в галерее Уффици

Ваза Медичи (итал. Vaso Medici) — античная ваза из мрамора колоколообразной формы, типа крате́ра (сосуда для смешивания вина с водой), но, в отличие от утилитарных сосудов, огромного размера: высота 173 см, верхний диаметр 135 см. Ваза имеет две боковые ручки и украшена рельефным изображением собрания греческих царей в Дельфах и жертвоприношения Ифигении перед походом на Трою. Кратер создан из пентелийского мрамора в Афинах, в эллинистический период в середине I в. до н. э. По иной версии считается работой мастера неоаттической школы на территории Италии.

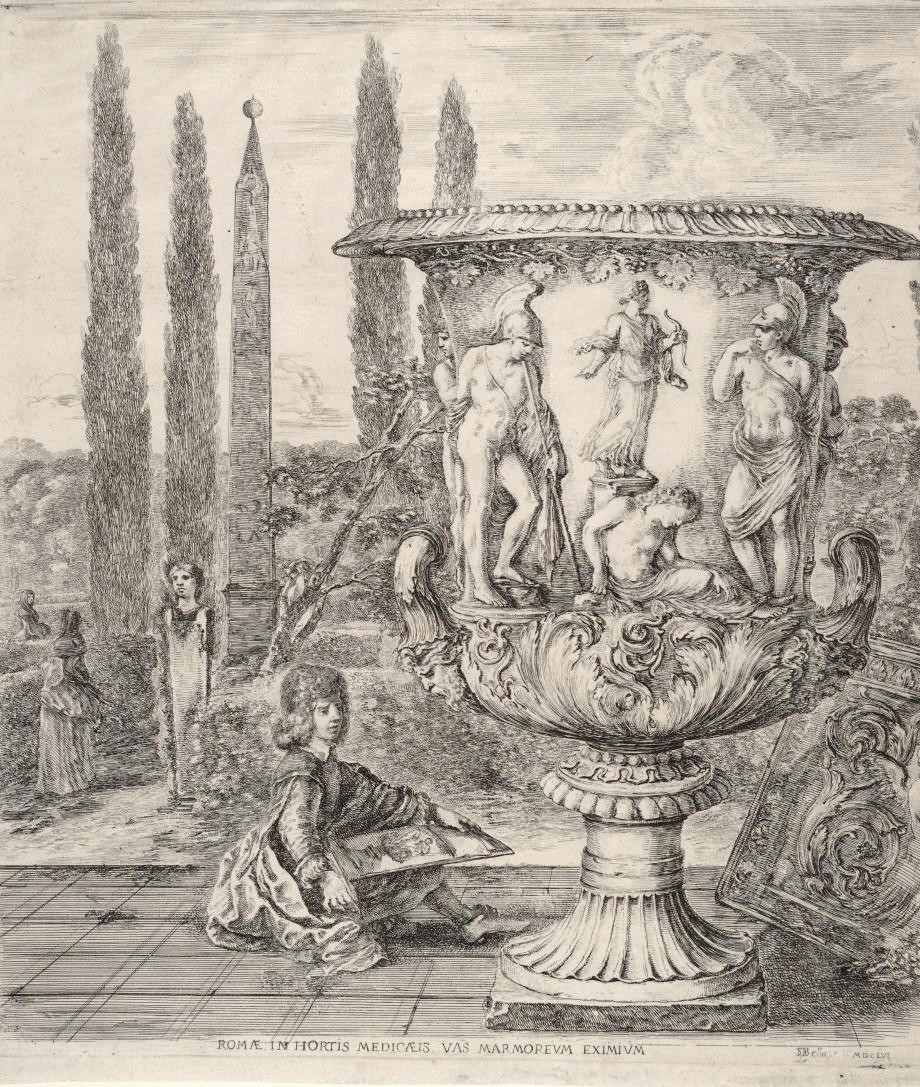
Стефано делла Белла. Ваза Медичи в саду Козимо III Медичи. 1656. Офорт

С 1598 года ваза (правильнее: вазон) находилась в коллекции виллы Медичи в Риме. Кардинал Фердинандо Медичи приказал сделать несколько копий этой вазы для украшения сада своей виллы. С 1780 года — в собрании галереи Уффици во Флоренции.
Копии прославленной вазы украшают сады Версаля, других дворцово-парковых ансамблей. Вазу часто изображали на картинах и рисунках в эпоху классицизма, неоклассицизма, романтизма и барокко в качестве символа «прекрасной античности». В петербургском Эрмитаже хранится мраморная «ваза Медичи», изготовленная в середине XVIII века в Италии неизвестным мастером. Известны гравюры с вазы Медичи, в том числе Дж. Б. Пиранези (1778). Одна из гравюр с изображением вазы находилась в собрании Петра I; рисунок работы Ш.-Л. Клериссо — в собрании Екатерины II. В России XIX столетия словом «медицис», или «медичис», называли большие парадные вазы кратерообразной формы. Известны «вазы Медичи» из фарфора, малахита, яшмы. Их изготавливали из уральских полудрагоценных камней на Петергофской, Колыванской и Екатеринбургской гранильных фабриках.
В 1832 г. на Адмиралтейской набережной Санкт-Петербурга на чугунных пьедесталах по рисунку архитектора Л. И. Шарлеманя установили две вазы из серого полированного порфира, изготовленные в Швеции на Эльфдаленской королевской мануфактуре. В 1830 году вазы прибыли морем в Россию. Они находились в Таврическом дворце, после чего были поставлены на набережной (в 1875 г. вазы перенесли на новое место на той же набережной). Их форма также восходит к античным кратерам и к знаменитой вазе Медичи.